# Calamphora parvula
Calamphora parvula is een hydroïdpoliep uit de familie Sertulariidae. De poliep komt uit het geslacht Calamphora. Calamphora parvula werd in 1888 voor het eerst wetenschappelijk beschreven door Allman. 